# Elisabeth Gesche
Elisabeth Gesche (* 17. Januar 1924 in Funchal, Madeira; † 27. Mai 2019) war eine deutsche Krankenschwester und Honorarkonsulin der Bundesrepublik Deutschland in Madeira.

## Leben und Wirken
Elisabeth Gesche kam als Tochter des Kaufmanns Emil Gesche und dessen Ehefrau Dorothea Gesche, geborene Sattler, zur Welt. In der Obhut der Familie lag seit der zweiten Hälfte des 19. Jahrhunderts die konsularische Vertretung Deutschlands auf Madeira. Ihr Großvater war um 1860 auf die Insel gekommen und übernahm 1876 das Amt des deutschen Honorarkonsuls. In diesem Amt folgte ihm 1910 sein Schwiegersohn Emil. Elisabeth Gesche war evangelisch und wurde 1939 auf Madeira konfirmiert. Ihr Bruder Kurt Gesche zog 1933 nach Deutschland und wurde am 18. August 1943 bei der Versenkung des U-Bootes U-403 vor Dakar getötet.
Sie absolvierte von 1948 bis 1950 in Stuttgart eine Ausbildung zur Krankenschwester und arbeitete anschließend in einem Krankenhaus. 1951 kehrte sie nach Madeira zurück und war in einer Privatklinik tätig. In ihrer Freizeit widmete sich unter anderem der Sozialarbeit und der Fotografie. 1967 übernahm sie von ihrem Vater in dritter Generation der Familie das Amt des Honorarkonsuls und übte es bis 29. Mai 1997 aus. Gesche hat in einem großen Raum ihres Hauses Quinta Olava am Largo do Phelps, in Funchal ein privates Marinemuseum eingerichtet.

## Ehrungen
- 1976: Bundesverdienstkreuz
- 1984: Verdienstkreuz 1. Klasse der Bundesrepublik Deutschland
- 1997: Großes Verdienstkreuz der Bundesrepublik Deutschland